# Josep Ulled i Altemir
Josep Ulled i Altemir (Sariñena, 1888 - Barcelona, 1929) fou un advocat i polític català d'origen aragonès. Es llicencià en dret i juntament amb el seu germà Rafael fou dirigent de les Joventuts del Partit Republicà Radical d'Alejandro Lerroux i des del 1906 fundador i editor del periòdic del partit, La Rebeldía. Durant l'estiu de 1909 va participar en els fets de la Setmana Tràgica, fou un dels instigadors de la crema de convents i intentà que l'ajuntament de Barcelona proclamés la república. Després va fugir a França amb el seu germà i tornà poc després per a actuar com a advocat defensor de molts dels detinguts pels fets; també actuà com a enllaç del seu partit amb oficials de l'Exèrcit espanyol.
El 1915 fou escollit diputat provincial, i de 1917 a 1919 fou conseller de treball de la Mancomunitat de Catalunya. El 1921 va patir un atemptat del Sindicat Lliure i s'apartà de la política. Va morir uns anys després com a resultat de les seqüeles de les ferides.